# Türküola
Türküola GmbH ist eine deutsche Schallplatten- und Kassettenfirma, die türkischsprachige Musik für den deutschen Markt publiziert. Gegründet wurde das im Bereich Musikproduktion und -vertrieb tätige Unternehmen bereits in den 1960er-Jahren von Yılmaz Asöcal. Türküola war die erste Plattenfirma, die in Deutschland türkische Musik produzierte. Nachdem das Label zunächst in Köln ansässig war, hatte es nach 1973 seinen Sitz in Istanbul. Den Vertrieb übernahm Ariola.

## Programm

Schallplatte der Kölner Türküola

Yılmaz Asöcal kam 1955 für ein Germanistikstudium nach Köln. Dieses fiel in die Phase der ersten Gastarbeiterwelle, so dass er neben dem Studium als Dolmetscher arbeiten konnte und so viel Kontakt zu seinen Landsleuten hatte. Diese sehnten sich sowohl nach Nachrichten als auch Musik aus ihrer Heimat. In diese Lücke wollte Asöcal investieren und gründete 1964 das Label Türkisch-Deutsch-Export, eine Art Blaupause für weitere Import-Export-Läden jener Zeit. Das Geschäft musste er jedoch kurz darauf schließen, weil es nach damaliger Gesetzeslage für türkische Staatsbürger nicht möglich war, ein Unternehmen zu gründen und er sich mit seinem deutschen Partner zerstritt. Über die Vermittlung von Hans-Jürgen Wischnewski (SPD) gelang es ihm schließlich doch noch Türküola zu gründen.
Neben Langspielplatten, Kassetten und später auch CDs bekannter türkischer Künstler wie Barış Manço, Cem Karaca und seinem Arrangeur, Musiker und Manager Ralf Mähnhöfer, İbrahim Tatlıses, Edibe Sulari, Zeki Müren oder des armenisch- und assyrischstämmigen Coşkun Sabah produzierte Asöcal ab den 1960er-Jahren auch zahlreiche Arbeitsmigranten, die erst in Deutschland eine musikalische Karriere begannen. Zu dieser Gruppe gehörten auch die beiden sich am besten verkaufenden Künstler der Plattenfirma – Metin Türköz und Yüksel Özkasap, die auch in der Türkei Bekanntheit erlangten. Zeitweise war Türküola das umsatzstärkste Independent-Label Deutschlands, ein Faktum, das in der deutschen Öffentlichkeit kaum bekannt war.
Besonders Yüksel Özkasap, später Ehefrau des Türküola-Gründers, konnte als „Nachtigall von Köln“ von der deutschen Öffentlichkeit weitgehend unbeachtet innerhalb der türkischen Einwanderergruppe in Deutschland außerordentliche Erfolge feiern. So verkaufte sich eine Single von  Özkasap beispielsweise häufiger als Vicky Leandros Theo, wir fahr’n nach Lodz. Dennoch wurden die Alben von Türküola in keiner deutschen Hitparade gelistet und auch nicht mit Goldenen Schallplatten ausgezeichnet, da sie nicht über die IFPI gelistet wurden und ihre Verbreitung häufig über Kassetten, weniger über die LPs erfuhren.
Heute produziert Türküola eine ganze Reihe türkischer Musiker hauptsächlich traditioneller türkischer Musikrichtungen. Die Markenrechte sind beim Deutschen Patent- und Markenamt auf die Firma Grand Records International in Ankara registriert.